# Spoiler (media)
Spoiler (z ang. spoil – psuć, niszczyć, rozpieszczać) – niepożądana informacja o szczegółach zakończenia bądź ważnego zwrotu akcji utworu literackiego, teatralnego, telewizyjnego lub filmowego. Termin ten bywa używany również w odniesieniu do podpowiedzi lub rozwiązań w grach i łamigłówkach. Stosowany na stronach i forach internetowych oraz grupach dyskusyjnych.
Spoiler może wyjawiać szczegóły dotyczące rozwiązania kluczowego dla danego utworu napięcia dramatycznego czy pomysłu, na którym oparty jest utwór, i odbierać widzowi przyjemność z jego oglądania (czytania). Ma to zwłaszcza znaczenie w przypadku utworów kryminalnych czy dreszczowców, gdy przedstawiona zostaje informacja o mordercy lub tożsamości czarnego charakteru, choć ma zastosowanie również w przypadku produkcji innych gatunków.
Nie każdy szczegół zakończenia utworu jest spoilerem. Przykładowo, informacja o tym, że w filmie „Titanic” statek zatonie, nie stanowi spoileru. Natomiast ujawnienie, kto z bohaterów wersji filmu z 1997 roku przeżyje, już nim może być.
Jego znaczenie nieco maleje z upływem czasu od powstania do nadania danego obrazu, bowiem w tym okresie wiele wskazówek o szczegółach zakończenia przedostaje się do mediów, niemniej na internetowych grupach dyskusyjnych, forach i stronach poświęconych różnego rodzaju produkcjom przyjęło się ostrzeganie czytelników.
Na grupach dyskusyjnych w Usenecie ostrzeżenie polega na poprzedzeniu spoilera około 25 pustymi liniami nazywanymi odstępem spoilerowym (ang. spoiler space), niekiedy takie wiadomości są kodowane szyfrem ROT13 lub ukrywane w inny sposób.
W grach – także komputerowych – za spoilery uchodzą gotowe podpowiedzi lub rozwiązania zagadek, których rozwiązanie jest niezbędne do uwieńczonego powodzeniem ukończenia gry. Skrajnym przypadkiem są gry, których ukończenie bez odnoszenia się do spoilerów jest niezmiernie trudne (np. Nethack). Wraz z widocznym rozwojem znaczenia opowiadanej historii i coraz bardziej rozbudowanej narracji w grach pojawia się taki sam problem spoilerowania szczegółów fabuły, jak w innych utworach literackich czy filmowych.